# Georg von Werthern (Minister)

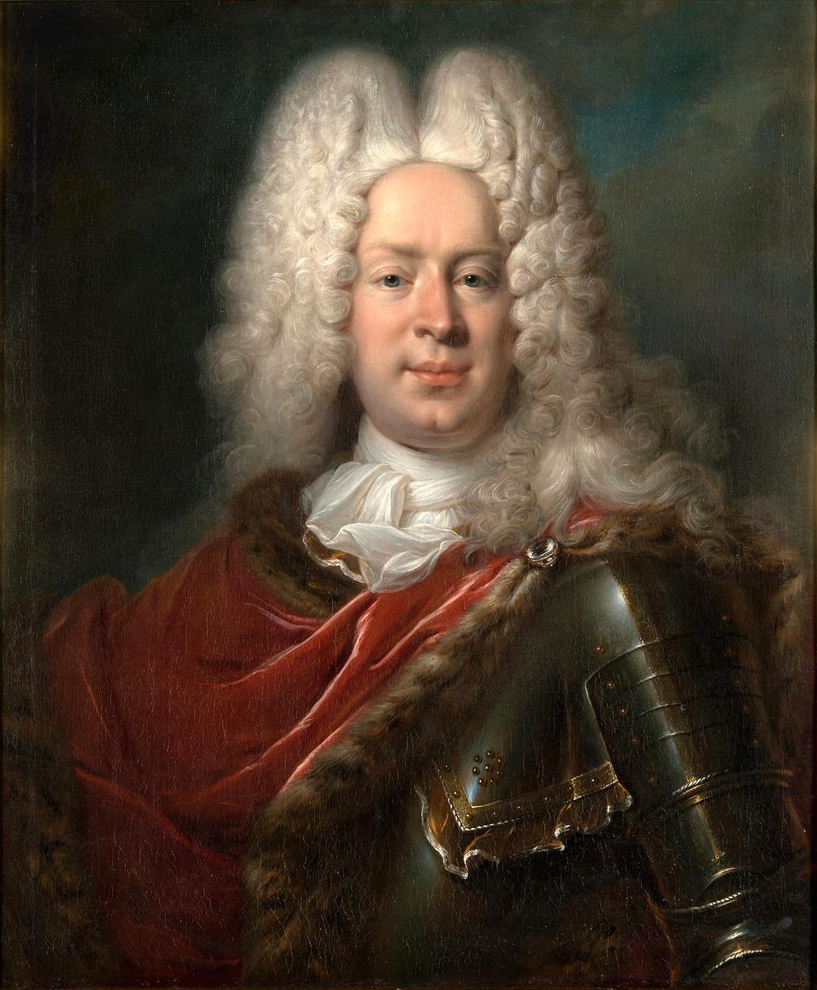
Georg von Werthern, Porträt von Adam Manyoki 1719

Georg von Werthern, seit 1702 Graf von Werthern, (* 21. Juli 1663 in Beichlingen; † 4. Februar 1721 in Dresden) war ein kursächsischer Diplomat und Minister.

## Leben
Er stammte aus der im 20. Jahrhundert in männlicher Linie ausgestorbenen Beichlingen’schen Linie des thüringischen Adelsgeschlechts von Werthern und war der Sohn von Friedrich von Werthern (1630–1686) und dessen Ehefrau Agnes Magdalena geborene von Heßler (1637–1665 in Dresden) aus dem Haus Burgheßler.
Georg von Werthern studierte zunächst an der Universität Leipzig und dann in Jena. Im Anschluss unternahm er eine ausgedehnte Bildungsreise bis nach Frankreich und England. Als sein Vater im Sterben lag, wurde er zurückgerufen. Im Kurfürstentum Sachsen ernannte ihn Kurfürst Johann Georg IV. zum Kammerjunker und 1688 zum Hof- und Justizrat. 1693 wurde er vom Vize-Oberaufseher des sequestrierten kursächsischen Anteils der Grafschaft Mansfeld bestallt. Bereits ein Jahr später wurde er zum kursächsischen Kammerherrn ernannt. Im Jahre 1695 tauschte er den Posten des Vizeaufsehers der Grafschaft Mansfeld mit dem Amt des Oberhauptmanns in Thüringen ein, weil diese Funktion bereits seine Vorfahren ausgeübt hatten.

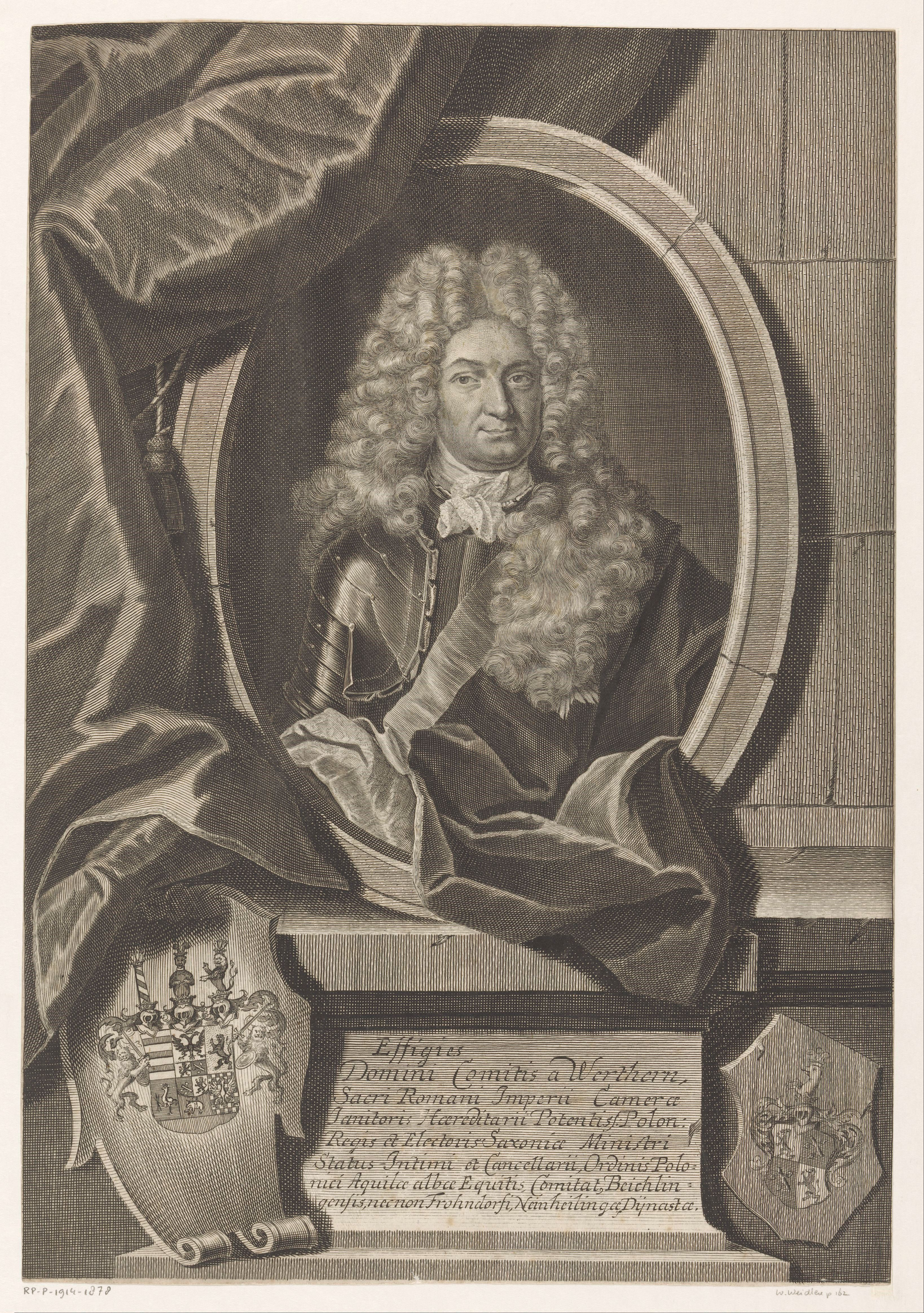
Georg Graf von Werthern (1663–1721)

Ende 1696 berief ihn August der Starke zum kursächsischen Gesandten auf dem Reichstag in Regensburg, wodurch die diplomatische Karriere Georgs von Werthern begann. In den folgenden Jahren stellte er mehrfach auf internationalem Parkett sein Können unter Beweis. 1698 folgte unausweichlich seine Beförderung zum Geheimen Rat. Aufgrund seiner überragenden Verdienste um das Reich und in Anerkennung der Leistungen seiner Vorfahren wurde Georg von Werthern am 12. August 1702 von Kaiser Leopold bei Überspringung der Freiherrenwürde in Grafenstand für das Reich und die Erblande erhoben, ihm der Titel „Hoch- und Wohlgeboren“ für das Reich und die Erblande verliehen und sein Wappen durch Vereinigung mit jenen der Herrschaften Beichlingen und Wiehe und des ausgestorbenen Geschlechtes von Rawenswald gebessert.
1710 wurde Graf Georg von Werthern zum Kabinettsminister ernannt und war somit einer der einflussreichsten Personen am Dresdner Hof. Er ließ in der Altstadt das bisherige Palais Kötteritz zum Palais Werthern umbauen. Dort starb er im Winter 1721. Er wurde in der Kirche von Kroppen beerdigt. Das Grabmal für den Stifter der Barockkirche schuf der Dresdner Kunsttischler und Bildhauer Johann Benjamin Thomae.

## Familie
1689 heiratete Georg von Werthern Rahel Helena von Miltitz aus dem Hause Scharfenberg. Ihr Vater war Haubold von Miltitz auf Scharfenberg, kursächsischer Geheimer Rat und Kammerherr. Sie hatten eine Tochter:
- Rahel Louise Gräfin von Hoym, geb. Gräfin von Werthern (* 24. Februar 1699 in Regensburg; † 15. Juli 1764 in Thallwitz). Sie erwarb in Dresden das Palais Beichlingen.
- Graf Georg d. J. Graf von Werthern (* 8. Juni 1700 in Regensburg; † 16. Dezember 1768 in Eythra)